# Robert VI. de Brus
Robert VI. de Brus (1220 až 3. května 1295 v Lochmaben Castle) byl 7. lord z Annandale pocházející z rodu de Bruce, který byl feudálním vlastníkem ve Skotsku a později mezi lety 1290-92 i skotským regentem. Znám byl i pod přezdívkou maska.
Během svého života byl dvakrát ženatý. Jeho manželka byla Isabella de Clare, se kterou se oženil 2. listopadu 1226 (zemřela před 10. květnem 1254), jako druhou manželku pak měl Christinu de Ireby, jež zemřela kolem roku 1305